# Благодатное (Винницкая область)
Благода́тное (укр. Благодатне) — село на Украине, находится в Томашпольском районе Винницкой области.
Код КОАТУУ — 0523980302. Население по переписи 2001 года составляет 68 человек. Почтовый индекс — 24220. Телефонный код — 4348.
Занимает площадь 2,97 км².

## Адрес местного совета
24220, Винницкая область, Томашпольский р-н, с. Александровка, ул. Пшеничнюка, 3